# پارک ملی آسو کوجی
پارک ملی آسو کوجی (به لاتین: Aso Kujū National Park) یک منطقهٔ مسکونی در ژاپن است که در استان کوماموتو واقع شده‌است.